# Pierre Batiffol
Pierre Batiffol, född 27 januari 1861, död 13 januari 1929, var en fransk romersk-katolsk teolog.
Batiffol grundade tillsammans med Marie-Joseph Lagrange Revue biblique, för kritisk-exegetisk bibelforskning. Han blev 1898 rektor för Institut catholique i Toulouse. 1907 blev Batiffol avsatt som misstänkt för modernism, trots att han själv tagit avstånd från denna riktning. Av hans skrifter märks Historie du brévaiaire romain (1893, 3:e upplagan 1911), var kritik av en del legender blev närmaste orsaken till hans avsättning, Le catholicisme des origines à Saint Léon (1913-24), samt Leçons sur la messe (1918).